# Ann Scott
Ann Scott (Paris, França, 1965) é uma escritora francesa.

## Romances publicados
- 1996 - Asphyxie, Florent Massot
- 2000 - Superstars, Flammarion
- 2002 - Poussieres d'anges, Librio
- 2004 - Le pire des mondes, Flammarion
- 2005 - Heroine, Flammarion
- 2008 - Les chewing-gums ne sont pas biodégradables, Scali
- 2010 - A la folle jeunesse, Stock
- 2017 - Cortex, Stock
- 2020 - La Grâce et les ténèbres, Calmann-Lévy
- 2023 - Les insolents, Calmann-Lévy